# Strangalia berendtiana
Strangalia berendtiana är en skalbaggsart som beskrevs av Zang 1905. Strangalia berendtiana ingår i släktet Strangalia och familjen långhorningar. Inga underarter finns listade i Catalogue of Life.